# Tempesta tropicale Maria (2024)
La violenta tempesta tropicale Maria è stata il terzo ciclone tropicale a toccare terra sulla costa pacifica della regione di Tōhoku del Giappone - dietro solo a Lionrock del 2016 e Nepartak del 2021 - all'inizio di agosto 2024. Formandosi come la quinta tempesta nominata della stagione annuale dei tifoni il 5 agosto, Maria si è ulteriormente intensificata in una violenta tempesta tropicale e successivamente in un tifone minimo l'8 agosto. Ha raggiunto il suo picco di intensità quel giorno, con venti sostenuti di 10 minuti di ¥100 km/h (65 mph) e una pressione barometrica minima di ¥980 hPa (28,94 inHg). Tuttavia, la struttura della tempesta è diventata asimmetrica a nord-est a causa dell'effetto di schermatura delle Alpi giapponesi sulla sua periferia occidentale. La tempesta ha toccato terra a Ōfunato, una città nella prefettura di Iwate, Giappone, con venti di ¥85 km/h (50 mph) prima di attraversare l'Honshu settentrionale ed emergere nel Mare del Giappone il 12 agosto. È stata monitorata fino a quando non è stata osservata per l'ultima volta il 14 agosto. 
In anticipo rispetto a Maria, l'Agenzia Meteorologica Giapponese ha emesso avvisi su potenziali frane, straripamenti di fiumi e inondazioni nelle aree basse, nonché forti venti. Si sono registrate precipitazioni record nella prefettura di Iwate, con Kuji che ha ricevuto 19 pollici (482,6 mm) e Otsuchi 12,6 pollici (320,0 mm), quasi il doppio della quantità usuale per il mese, spingendo l'evacuazione di circa 2.000 residenti. Diverse case sono state allagate a Iwaizumi, Kamaishi e Miyako, ed è stato dichiarato un avviso di emergenza di livello 5 per le regioni di Osanai e Kokuji nella città di Kuji, nella prefettura di Iwate. Non sono stati segnalati danni o feriti da Maria; tuttavia, il Giappone è stato colpito solo pochi giorni dopo da un ciclone più potente chiamato Tifone Ampil. 

## Storia meteorologica
Le origini della forte tempesta tropicale Maria possono essere fatte risalire al 5 agosto, quando l'Agenzia meteorologica giapponese (JMA) ha riferito che si era formata una depressione tropicale. Più tardi quel giorno, il Centro congiunto di allerta tifoni degli Stati Uniti (JTWC) ha iniziato a monitorarla, notando che la depressione si trovava in un ambiente con vento di taglio da basso a moderato, temperature superficiali del mare calde e un buon deflusso equatoriale in quota. Alle 09:00 UTC del 6 agosto, il JTWC ha emesso un avviso di formazione di cicloni tropicali sul disturbo, che si trovava a 423 miglia (682 km) a nord-nord-ovest di Iwo Jima, lungo la periferia orientale del vortice monsonico, prima che fosse designato come 06W. Lo sviluppo di una copertura nuvolosa densa centrale e di una caratteristica di occhio irregolare ha segnalato la sua intensificazione in una tempesta tropicale, portando la JMA a chiamarla Maria il 7 agosto. Maria ha poi virato verso nord-est, muovendosi lungo il bordo nord-occidentale di una cresta subtropicale, e si è intensificata in una forte tempesta tropicale l'8 agosto a causa di un ambiente favorevole allo sviluppo.
La struttura di Maria migliorò, caratterizzata da bande a spirale di profonda convezione e una circolazione simmetrica ben definita. Intorno alle 18:00 UTC, la JMA stimò venti sostenuti massimi di 10 minuti a 100 km/h e una pressione barometrica minima di 980 hPa. Contemporaneamente, il JTWC riferì che Maria si era rapidamente intensificata in un tifone minimo, con venti sostenuti di 1 minuto a 130 km/h, grazie a un forte flusso verso l'equatore e verso il polo. 
Il campo di vento di Maria divenne più asimmetrico, con la convezione associata che si spostò verso nord, portando Maria a indebolirsi in una tempesta tropicale il 9 agosto. La convezione profonda si spostò verso nord-est rispetto a un centro di circolazione a basso livello sempre più esposto. Tuttavia, le immagini satellitari successivamente rivelarono che la convezione stava avvolgendo il sistema intorno alla circolazione definita a basso livello e che si era sviluppata una parete parziale dell'occhio nel semicircolo occidentale del centro.
Venti sfavorevoli a livello superiore, associati al jet stream subtropicale, iniziarono a influenzare Maria. La tempesta sviluppò un nucleo compatto con una struttura di convezione migliorata al suo centro, mentre una convezione profonda — un segno iniziale dello sviluppo di un occhio irregolare — iniziò a circondare il centro del sistema. Tuttavia, poco dopo, la struttura della tempesta divenne asimmetrica verso nord-est a causa dell'effetto schermante delle Alpi Giapponesi sul suo bordo occidentale. 
Alle 00:00 UTC del 12 agosto, la tempesta toccò terra a Ōfunato, una città nella Prefettura di Iwate, Giappone, con venti di 85 km/h (50 mph) prima di attraversare il nord di Honshu ed emergere nel Mar del Giappone. Questo rende Maria il terzo ciclone tropicale a toccare terra lungo la costa pacifica della regione di Tōhoku, in Giappone, da quando la JMA ha iniziato a tenere registrazioni nel 1951. Gli altri due furono il Tifone Lionrock nel 2016 e la Tempesta Tropicale Nepartak nel 2021. Poco dopo, il JTWC emise il suo ultimo avviso sul sistema poiché era diventato un centro di circolazione esposto, mentre la JMA continuò a monitorarlo fino alla sua ultima segnalazione il 14 agosto.

## Effetti in Giappone

Maria tocca terra in Giappone il 12 agosto.

L'Agenzia Meteorologica Giapponese ha avvertito del rischio di frane, straripamenti di fiumi, inondazioni nelle aree a bassa quota e forti venti. È stato emesso un avviso di emergenza di livello 5 per le regioni di Osanai e Kokuji nella città di Kuji, nella prefettura di Iwate. La East Japan Railway Company ha annunciato la sospensione dei viaggi verso Tōhoku, Akita e Yamagata tramite lo Shinkansen a causa delle piogge provocate da Maria. 
Nelle Isole Bonin sono stati registrati venti di 55 km/h (34 mph) a Iwo Jima. L'arrivo di Maria ha causato la cancellazione di voli diretti agli aeroporti di Aomori, Misawa, Akita, Hanamaki, Sendai, Yamagata e Niigata, inclusi 78 voli locali della Japan Airlines e numerosi voli di All Nippon Airways, colpendo oltre 7.000 passeggeri. 
Secondo la East Japan Railway Co., i servizi del treno proiettile tra le stazioni di Akita e Morioka sulla linea Akita Shinkansen sono stati sospesi nel pomeriggio del 12 agosto. I forti venti hanno causato la caduta di alberi sulle strade di Ōfunato, nella prefettura di Iwate. Inoltre, centri comunitari a Kesennuma, nella vicina prefettura di Miyagi, sono stati allestiti come centri di evacuazione.
Le precipitazioni record nella prefettura di Iwate hanno raggiunto 18,5 pollici (469,9 mm) di pioggia in 48 ore. Si tratta del valore più alto nella regione da quando la JMA ha iniziato a tenere registrazioni meteorologiche affidabili nel 1978.  Le inondazioni hanno colpito le case di Iwaizumi e Kamaishi .  Nella prefettura di Iwate sono state osservate precipitazioni record, che hanno raggiunto 19 pollici (482,6 mm) in Kuji e 12,6 pollici (320,0 mm) a Ōtsuchi, quasi il doppio della quantità media di precipitazioni di agosto.  Le autorità hanno annunciato uno scarico d'acqua di emergenza presso la diga cittadina di Taki per evitare che si riempisse completamente a causa delle piogge di Maria. È stato emesso un ordine di evacuazione per la città di Kuji. Oltre 8.300 persone hanno ricevuto l'allerta più alta nella città di Iwaizumi, Iwate .  La preparazione alla tempesta è stata adeguata, poiché oltre 2.000 persone hanno trovato riparo quando la tempesta ha toccato terra. Un fiume si è esondato lungo la costa della prefettura di Iwate, causando danni alle strade. Anche le piogge e le inondazioni hanno danneggiato gli edifici vicini. Anche un fiume molto più grande è straripato, danneggiando il marciapiede vicino.  Maria ha causato interruzioni di corrente in circa 300 famiglie nella prefettura di Iwate.  Il primo ministro Fumio Kishida ha assicurato che il governo fornirà rapidamente informazioni e aiuti alle comunità nelle regioni colpite. La Fire and Disaster Management Agency ha riferito che non ci sono stati danni o feriti associati alla violenta tempesta tropicale Maria.